# Staatliche Fachoberschule und Berufsoberschule Erlangen
Die Staatliche Fachoberschule und Berufsoberschule Erlangen ist eine Schule der beruflichen Oberstufe und Partnerschule von Siemens. Sie ist die einzige FOSBOS in der Stadt, der Amtssitz der Ministerialbeauftragten für die Berufliche Oberschule in Nordbayern, Seminarschule und der Sitz der VIBOS. Die Fachoberschule bietet die Ausbildungsrichtungen „Technik“, „Sozialwesen“ sowie „Wirtschaft und Verwaltung“ und die Berufsoberschule die Zweige „Wirtschaft und Verwaltung“ und „Technik“ an.

## Vorklasse
Es besteht die Möglichkeit, eine einjährige Vorklasse oder einen halbjährigen Vorkurs zu besuchen. Bei der Vorklasse der Fachoberschule wird eine Klasse mit maximal 25 Schülern eingerichtet. Erst dann treten die Schüler in die FOS 11 ein. Die Vorklasse wird für Schüler des M-Zuges oder für Personen, die lange keine Schule mehr besucht haben, zur Erleichterung des Überganges angeboten und empfohlen.

## VIBOS
Die Virtuelle Berufsoberschule Bayern (kurz VIBOS) ermöglicht es, die Fachhochschulreife online zu erwerben. Für den internen Bereich gibt es Einzelzugänge, dieser Bereich wird tutoriell betreut. Als VIBOS-Schüler hat man Zugriff auf die Lernmodule nach den bayerischen Lehrplänen für den Vorkurs und die 12. Jahrgangsstufe der Berufsoberschule in den Ausbildungsrichtungen Technik, Sozialwesen und Wirtschaft.